# لبدسکویه
لبدسکویه (به لاتین: Lebedskoye) یک منطقهٔ مسکونی در روسیه است که در جمهوری آلتای واقع شده‌است.